# Magón el Brucio
Magón el Brucio fue un político cartaginés del siglo II a. C.
Dio un prudente discurso en el Consejo de los Cien de Cartago al regreso de la embajada que los cartagineses enviaron a Roma en el año 149 a. C. para tratar de impedir el estallido de la tercera guerra púnica. Su apodo procede de Polibio, lo que ha llevado a Jean Schweighaeuser a identificarle como el hijo de Magón el Samnita, oficial de Aníbal, del que habría heredado el apodo, ganado gracias a sus hazañas en Italia.